# Festival olympique de la jeunesse européenne
 (février 2008).
Si vous disposez d'ouvrages ou d'articles de référence ou si vous connaissez des sites web de qualité traitant du thème abordé ici, merci de compléter l'article en donnant les références utiles à sa vérifiabilité et en les liant à la section « Notes et références ».
Le Festival olympique de la jeunesse européenne est un événement sportif créé afin de promouvoir les sports olympiques et de préparer les jeunes talents européens aux Jeux olympiques. Il est créé en 1990 sous l'impulsion de Jacques Rogge, alors président du Comité international olympique.
Cette compétition est accessible aux jeunes de 13 à 18 ans.
Il y a deux compétitions comme pour les Jeux olympiques, une l'été et une l'hiver, se déroulant chacune tous les deux ans.

## Éditions
| Année | Été     | Été                | Été                   | Hiver   | Hiver                   | Hiver                          |
| Année | Édition | Ville hôte         | Pays                  | Édition | Ville hôte              | Pays                           |
| ----- | ------- | ------------------ | --------------------- | ------- | ----------------------- | ------------------------------ |
| 1991  | 1er     | Bruxelles          | Belgique (1)          | -       | -                       | -                              |
| 1993  | 2e      | Valkenswaard       | Pays-Bas (1)          | 1e      | Aoste                   | Italie (1)                     |
| 1995  | 3e      | Bath               | Royaume-Uni (1)       | 2e      | Andorre-la-Vieille      | Andorre (1)                    |
| 1997  | 4e      | Lisbonne           | Portugal (1)          | 3e      | Sundsvall               | Suède (1)                      |
| 1999  | 5e      | Esbjerg            | Danemark (1)          | 4e      | Poprad-Tatry            | Slovaquie (1)                  |
| 2001  | 6e      | Murcie             | Espagne (1)           | 5e      | Vuokatti                | Finlande (1)                   |
| 2003  | 7e      | Paris              | France (1)            | 6e      | Bled                    | Slovénie (1)                   |
| 2005  | 8e      | Lignano Sabbiadoro | Italie (1)            | 7e      | Monthey                 | Suisse (1)                     |
| 2007  | 9e      | Belgrade           | Serbie (1)            | 8e      | Jaca                    | Espagne (1)                    |
| 2009  | 10e     | Tampere            | Finlande (1)          | 9e      | Haute-Silésie           | Pologne (1)                    |
| 2011  | 11e     | Trabzon            | Turquie (1)           | 10e     | Liberec                 | République tchèque (1)         |
| 2013  | 12e     | Utrecht            | Pays-Bas (2)          | 11e     | Brașov                  | Roumanie (1)                   |
| 2015  | 13e     | Tbilissi           | Géorgie (1)           | 12e     | Voralberg Liechtenstein | Autriche (1) Liechtenstein (1) |
| 2017  | 14e     | Győr               | Hongrie (1)           | 13e     | Erzurum                 | Turquie (1)                    |
| 2019  | 15e     | Bakou              | Azerbaïdjan (1)       | 14e     | Sarajevo                | Bosnie-Herzégovine (1)         |
| 2022  | 16e     | Banská Bystrica    | Slovaquie (1)         | 15e     | Vuokatti                | Finlande (2)                   |
| 2023  | 17e     | Maribor            | Slovénie (1)          | 16e     | Frioul-Vénétie Julienne | Italie (2)                     |
| 2025  | 18e     | Skopje             | Macédoine du Nord (1) | 17e     | Bakuriani               | Géorgie (2)                    |
| 2027  | 19e     | Lignano Sabbiadoro | Italie (3)            | 18e     | Brașov                  | Roumanie (2)                   |

## Disciplines sportives
Été
- Athlétisme (détails (en))
- Basket-ball
- Cyclisme
- Gymnastique
- Judo (détails (en))
- Handball (détails (en))
- Natation (détails (en))
- Tennis
- Tennis de table (détails)
- Volley-ball (détails (en))
- Voile

Hiver
- Biathlon
- Combiné nordique (détails)
- Curling
- Hockey sur glace
- Patinage artistique
- Saut à ski
- Ski alpin
- Ski de fond
- Short track
- Snowboard

## Tableau des médailles de 1991 à 2009[1]
| Rang  | Nation               | Total |
| ----- | -------------------- | ----- |
| 1     | Russie               | 317   |
| 2     | Angleterre           | 250   |
| 3     | France               | 173   |
| 4     | Italie               | 171   |
| 5     | Allemagne            | 169   |
| 6     | Roumanie             | 160   |
| 7     | Hongrie              | 136   |
| 8     | Ukraine              | 135   |
| 9     | Espagne              | 127   |
| 10    | Pays-Bas             | 103   |
| 11    | Pologne              | 101   |
| 12    | Belgique             | 94    |
| 13    | Portugal             | 76    |
| 14    | Suède                | 60    |
| 15    | Slovénie             | 55    |
| 16    | Biélorussie          | 55    |
| 17    | Croatie              | 44    |
| 18    | Autriche             | 43    |
| 19    | Géorgie              | 43    |
| 20    | République tchèque   | 42    |
| 21    | Suisse               | 40    |
| 22    | Danemark             | 37    |
| 23    | Azerbaïdjan          | 35    |
| 24    | Irlande              | 34    |
| 25    | Turquie              | 33    |
| 26    | Finlande             | 33    |
| 27    | Lituanie             | 33    |
| 28    | Grèce                | 31    |
| 29    | Slovaquie            | 30    |
| 30    | Israël               | 30    |
| 31    | Bulgarie             | 29    |
| 32    | Lettonie             | 26    |
| 33    | Estonie              | 20    |
| 34    | Serbie-et-Monténégro | 18    |
| 35    | Serbie               | 17    |
| 36    | Norvège              | 14    |
| 37    | Moldavie             | 12    |
| 38    | Chypre               | 9     |
| 39    | Arménie              | 6     |
| 40    | Luxembourg           | 5     |
| 41    | Islande              | 4     |
| 42    | Union soviétique     | 3     |
| 43    | Albanie              | 1     |
|       |                      |       |
| Total | Total                | 2 854 |

## Logos

Logo avant 2016.
Logo après 2016.